# MasterCard
 Der er for få eller ingen kildehenvisninger i denne artikel, hvilket er et problem. Du kan hjælpe ved at angive troværdige kilder til de påstande, som fremføres i artiklen.

Mastercard Incorporated er et multinationalt selskab med hovedsæde i Purchase i staten New York, USA.
Selskabets primære forretningsområde er gennemførsel af betalingstransaktioner. Mere end 25.000 tilknyttede finansielle institutioner udsteder et kredit- eller debetkort med varemærket "Mastercard" til deres kunder. Når kunderne anvender kortet til betaling, sørger selskabet for at overføre beløbet mellem afsender og modtager. Selskabet modtager et transaktionsgebyr, der er det primære grundlag for deres indtjening.
Mastercard er et af verdens største kreditkortsystemer. I Danmark administreres Mastercard af Nets.

## Historie
Virksomheden blev grundlagt 1967 af United California Bank, (der senere ændrede navn til First Interstate Bank og som nu hedder Wells Fargo Bank), samt Bank of California, der nu hedder Union Bank of California.
I 1968 indgik selskabet en strategisk alliance med Eurocard, så brugere af begge kort kunne anvende det fælles netværk. I 1972 kom Access-kortet fra Storbritannien med i alliancen. Access blev senere købt af Mastercard.
I 1979 blev Mastercard sammenlagt med Europay International SA, som i mange år havde udsted kort med navnet Eurocard.
Mastercard Worldwide har været børsnoteret siden 2006 og har fondskoden MA på børsen i New York. Før børsnoteringen var virksomheden en medlemsorganisation, der var ejet af de mere end 25.000 finansielle institutioner, der udstedte Mastercard.